# Elezione del Presidente della Camera del 2013
L'elezione del presidente della Camera del 2013 per la XVII legislatura della Repubblica Italiana si è svolta tra il 15 e il 16 marzo.
Il presidente della Camera uscente è Gianfranco Fini. Presidente provvisorio è Antonio Leone.
Presidente della Camera dei deputati, eletta al IV scrutinio, è Laura Boldrini, esponente di Sinistra Ecologia Libertà.

## L'elezione

### Preferenze per Laura Boldrini
| Scrutinio | Voti | Percentuale |
| --------- | ---- | ----------- |
| I         | 0    | 0%          |
| II        | 0    | 0%          |
| III       | 0    | 0%          |
| IV        | 327  | 52,9%       |

## 15 marzo 2013

### I scrutinio
Per la nomina è richiesta una maggioranza pari a due terzi dei deputati.
| Dati votazione | Dati votazione |                | Nome               | Nome | Voti |
| -------------- | -------------- | -------------- | ------------------ | ---- | ---- |
| Presenti       | 618            |                | Roberto Fico       | 108  |      |
| Votanti        | 618            |                | Daniele Marantelli | 6    |      |
| Astenuti       | 0              |                | Voti dispersi      | 21   |      |
| Maggioranza    | 420            | Schede bianche | 459                |      |      |
|                |                | Schede nulle   | 24                 |      |      |

Tra i voti dispersi ci sono voti singoli a Pier Luigi Bersani, Dario Franceschini e Enrico Letta. Tra i voti nulli c'è una preferenza a Silvio Berlusconi che essendo senatore non può essere eletto Presidente della Camera.
Poiché nessun candidato raggiunge il quorum richiesto, si procede al II scrutinio.

### II scrutinio
Per la nomina è richiesta una maggioranza pari a due terzi dei votanti.
| Dati votazione | Dati votazione |                | Nome          | Nome | Voti |
| -------------- | -------------- | -------------- | ------------- | ---- | ---- |
| Presenti       | 611            |                | Roberto Fico  | 110  |      |
| Votanti        | 611            |                | Enzo Lattuca  | 6    |      |
| Astenuti       | 0              |                | Voti dispersi | 28   |      |
| Maggioranza    | 408            | Schede bianche | 450           |      |      |
|                |                | Schede nulle   | 17            |      |      |

Poiché nessun candidato raggiunge il quorum richiesto, si procede al III scrutinio.

### III scrutinio
Per la nomina è richiesta una maggioranza pari a due terzi dei votanti.
| Dati votazione | Dati votazione |                |                  | Nome | Voti |
| -------------- | -------------- | -------------- | ---------------- | ---- | ---- |
| Presenti       | 610            |                | Roberto Fico     | 113  |      |
| Votanti        | 610            |                | Maria Anna Madia | 10   |      |
| Astenuti       | 0              |                | Enzo Lattuca     | 7    |      |
| Maggioranza    | 407            |                | Voti dispersi    | 43   |      |
|                |                | Schede bianche | 428              |      |      |
| Schede nulle   | 9              |                |                  |      |      |

Poiché nessun candidato raggiunge il quorum richiesto, si procede al IV scrutinio.

## 16 marzo 2013

### IV scrutinio
Per la nomina è richiesta la maggioranza assoluta dei votanti.
| Dati votazione | Dati votazione |                | Nome           | Nome | Voti |
| -------------- | -------------- | -------------- | -------------- | ---- | ---- |
| Presenti       | 618            |                | Laura Boldrini | 327  |      |
| Votanti        | 618            |                | Roberto Fico   | 108  |      |
| Astenuti       | 0              |                | Voti dispersi  | 18   |      |
| Maggioranza    | 310            | Schede bianche | 155            |      |      |
|                |                | Schede nulle   | 10             |      |      |

Risulta eletta: Laura Boldrini (SEL)